# Belford Roxo

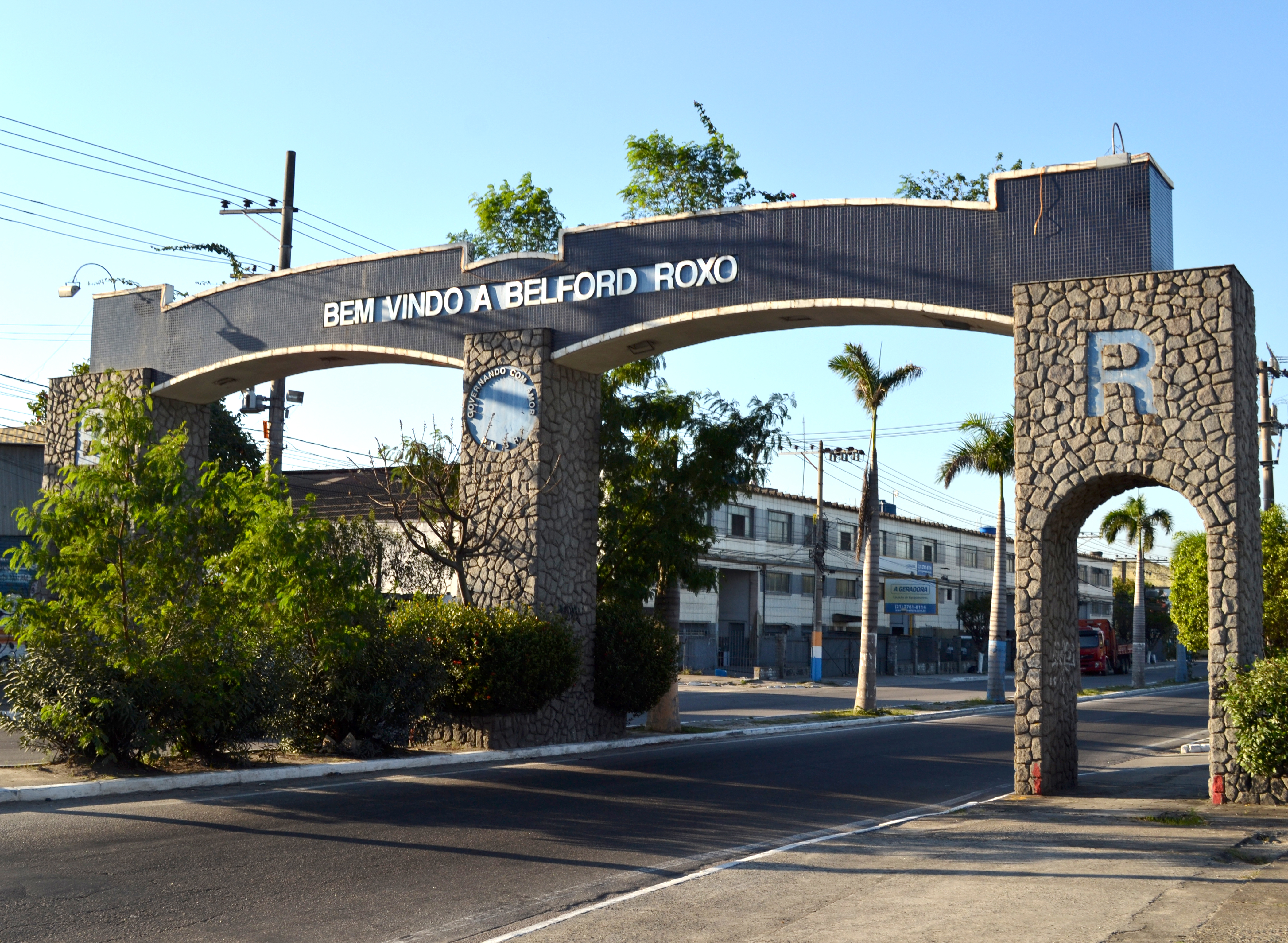
Foto atualizada do Pórtico de Belford Roxo

Belford Roxo là một thành phố Brasil. Thành phố Belford Roxo thuộc bang Rio de Janeiro. Dân số theo điều tra năm 2010 của Viện Địa lý và Thống kê Brasil là 501.544 người. Đây là thành phố đông dân thứ 40 của Brasil.